# 克里假鰓鱂
克裏假鰓鱂，為輻鰭魚綱鯉齒目鰕鱂亞目鰕鱂科的其中一種，為熱帶淡水魚，被IUCN列為易危保育類動物，分布於非洲三比西河下游流域，本魚體粗壯，雄魚體色明亮，由身體、背鰭和臀鰭上交替的淡藍色和橙紅色斜條組成，尾鰭具有橙棕色，邊緣為黑色，雌魚在側邊後部有淡棕色斜條紋，背鰭軟條15-17枚、臀鰭軟條15-17枚，體長可達3.3公分，棲息在臨時的沼澤、水塘底中層水域，生活習性不明，可作為觀賞魚。

## 擴展閱讀
維基物種上的相關：克裏假鰓鱂